# Yū Hasebe
Yū Hasebe, ou Yu, Yû, Yuu, You Hasebe (長谷部優, Hasebe Yū, née le 17 janvier 1986 au Japon) est une actrice, modèle et chanteuse japonaise, qui débute en 2000 à la création du groupe d'idoles japonaises dream. 
À partir de 2005, elle commence en parallèle à tourner dans des films et drama, et à sortir en tant que modèle des livres de photos et des DVD en solo. Le groupe est renommé DRM en 2007. Le 22 juillet 2008, elle quitte DRM, qui reprendra le nom Dream à cette occasion. 

## Discographie
Albums avec Dream
- 20/09/2000 : Euro "Dream" Land (Super Eurobeat Presents...) (Remixes)
- 28/02/2001 : Dear...
- 14/02/2002 : Process
- 26/06/2002 : Eternal Dream (compilation)
- 26/02/2003 : Dream World
- 10/03/2004 : ID
- 29/09/2004 : 777 ~Best of Dreams~ (reprises / best of)
- 08/12/2004 : Dream Meets Best Hits Avex (reprises)
- 09/03/2005 : 777 ~Another Side Story~ (reprises / compilation)
- 27/07/2005 : Natsuiro (ナツイロ) (mini-album)
- 21/12/2005 : Boy Meets Girl (mini-album)
- 01/01/2007 : 7th Anniversary Best (best of)
- 01/01/2007 : Greatest Live Hits (live)
- 30/03/2007 : Complete Best
- 27/06/2007 : DRM (mini-album de DRM)

Singles avec Dream
- 01/01/2000 : Movin' On
- 08/03/2000 : Heart on Wave / Breakin' Out
- 03/05/2000 : Private Wars
- 09/08/2000 : Reality
- 20/09/2000 : Night of Fire (Super Eurobeat Presents...)
- 29/11/2000 : My Will
- 28/02/2001 : Believe in You
- 23/05/2001 : Solve
- 08/08/2001 : Our Time
- 31/10/2001 : Stay: Now I'm Here
- 28/11/2001 : Get Over
- 01/01/2002 : Yourself
- 10/06/2002 : Sincerely ~Ever Dream~
- 13/02/2003 : Music Is My Thing
- 10/09/2003 : I Love Dream World
- 25/02/2004 : Identity -Prologue-
- 04/08/2004 : Pure
- 11/08/2004 : Love Generation
- 02/03/2005 : Soyokaze no Shirabe / Story
- 07/01/2008 : Touchy Touchy (single digital de DRM)
- 07/02/2008 : Electric (single digital de DRM)
- 07/03/2008 : Tasty (single digital de DRM)
- 07/04/2008 : To You (single digital de DRM)

## Filmographie
Films
- Chikan Otoko (2005)
- Love Psycho (2006)
- Mayonaka no Shōjotachi (2006)
- Backdancers! (2006)
- Girl's Box: Lover's High (2008)
- TOGETHER (2009)

Drama
- Mahora no Hoshi (2005)
- Karera no Umi VII (2005)
- Girl's Box (2005)
- Koi Suru!? Kyaba Jou (2006)
- Indigo no yoru (2010)

## Modèle
DVD
- Natural (2005)
- Move in I Love Yu (2005)
- Dramatic Space (2007)

Photobooks
- Yu & I (2005)
- I Love Yu (2005)
- Talk to... Twelve Flowers (2006)